# Adurant
Adurant je bila najjužnejša reka izmed sedmih rek Ossirianda in kot taka označevala južno mejo dežele. Izvirala je v Sinjem pogorju, iztekala pa se je, kot vse Ossiriandske reke, v veletok Gelion, ta pa v Veliko morje, natančneje južno od gozdov Taur-im-Duinath. V Adurantu je ležal tudi otok Tol Galen, kjer sta svoje poslednje dni živela Beren in Lúthien. Posledica otoka je bil dvojni tok, po katerem je dobila reka tudi ime, saj je dobeseden prevod izraza adurnat iz sindarščine prav 'vodni tok'. Reka je bila uničena na koncu Prve dobe, v Bitki Jeze. 